# The Big Sleep (película de 1946)
The Big Sleep (en Argentina, Al borde del abismo; en España, El sueño eterno; en México, El gran sueño) es una película estadounidense de 1946, de cine negro, dirigida por Howard Hawks y con actuación de Humphrey Bogart (en el papel del detective privado Philip Marlowe) y Lauren Bacall, quienes por entonces eran pareja. 
Basada en la novela homónima escrita por Raymond Chandler, la adaptación del guion la llevó a cabo William Faulkner con Leigh Brackett y Jules Furthman.
La película es conocida por tener una de las tramas más enrevesadas de la historia del cine. La historia se hace muy difícil de seguir al dejar muchas de sus partes sin desarrollar. Según Roger Ebert, que la incluyó en su libro Las grandes películas, la película "trata sobre el proceso de una investigación criminal, no sobre sus resultados."

## Argumento

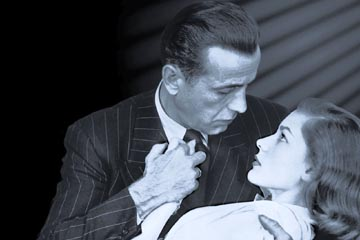
Humphrey Bogart y Lauren Bacall en una foto publicitaria de la película.

Philip Marlowe (Humphrey Bogart) visita a su nuevo cliente, el general Sternwood (Charles Waldrom), presumiblemente para encargarse de unas deudas de juego que su hija menor, Carmen (Martha Vickers), ha contraído con Arthur Geiger, el dueño de una librería. La hija mayor, Vivian (Lauren Bacall), sospecha que su padre está más interesado en saber qué le ocurrió a su empleado, Sean Reagan, que desapareció misteriosamente hace aproximadamente un mes.
Poco tiempo después, Philip Marlowe encuentra a Geiger muerto de un disparo en su casa. Un hombre no identificado abandona la escena, dejando en su interior a Carmen, bajo los efectos de las drogas. Marlowe encuentra una cámara fotográfica escondida en la casa con el carrete desaparecido. Joe Brody (Louis Jean Heydt) tiene el carrete y está intentando chantajear a Sternwood con implicar a Carmen en el asesinato.
Más adelante se descubre que el chófer de Sternwood, Owen Taylor, disparó a Geiger. Brody simplemente aporreó a Taylor para dejarlo inconsciente y robarle el carrete. Él dejó al chófer en el coche, el cual fue más adelante lanzado al embarcadero y conducido a morir ahogado. Tanto el director como los guionistas, e incluso el propio Raymond Chandler quedaron desconcertados al darse cuenta de que ninguno de ellos sabía quién había matado al chófer. Tampoco se desarrolla el asesinato de Geiger ni el posterior asesinato de Brody por el subalterno de Geiger, Carol Lundgren (probablemente entre otras razones porque Lundgren es un hombre y la pareja homosexual de Geiger, algo que la censura no habría permitido en esa época) La historia pronto se centra en el corazón del misterio de la película: la búsqueda de Sean Regan.
Eddie Mars es el propietario de la casa donde vivía Geiger, así como de una casa de juego frecuentada por Vivian. Marlowe conoce por primera vez a Mars mientras está investigando el asesinato de Geiger, que también había pillado a Mars por sorpresa. Los dos se ofrecen su ayuda si la necesitan. Sin embargo, Mars se vuelve mucho menos amable cuando le preguntan por Sean Reagan, el cual aparentemente se ha fugado con la mujer de Mars. Vivian está demasiado ansiosa porque Marlowe termine con la investigación una vez resuelto el asunto de Geiger y deje de investigar la desaparición de Reagan. Marlowe se pregunta por qué Mars no está más interesado en encontrar a su esposa y por qué hay tanta gente que no quiere que localice a Reagan.
Más adelante se revela, al menos de forma implícita, que Mars había convencido a Vivian de que tenía pruebas de que Carmen había asesinado a Regan y había estado usándolas para lograr la cooperación de Vivian. Mientras tanto, la esposa de Mars no se había fugado con Regan en absoluto, sino que estaba escondida para que pareciera que lo había hecho. Mars esperaba que esto alejara las sospechas de que fuera él el asesino. Tras ser capturado y llevado a la casa de Geiger, donde está escondida la mujer, Marlowe convence a Vivian para que le ayude a él en vez de a Mars y los dos deciden que fue Mars quien mató a Reagan después de todo. Mars es disparado por error por uno de sus propios hombres durante un tiroteo en la casa.

## Diferencias entre la película y la novela
Hay algunas diferencias entre los argumentos de novela y película. En la obra original de Chandler los personajes de Marlowe y Vivian Sternwood no viven ningún romance (él dice de ella que estaría bien para un fin de semana pero que para más se haría pesada) y quien le atrae de verdad, aunque apenas tiene contacto con ella, es la esposa del gánster Mars, con quien supuestamente se ha fugado Sean Regan. Y en el libro Eddie Mars no muere, sino que queda impune, aunque al final se desvela que la policía nunca terminó de creerse la doble fuga y que vigila de cerca al gánster. Por último, en la película se omiten los problemas de Marlowe con la policía y la Fiscalía de Los Ángeles por alterar la escena del crimen de Geiger, y cómo logra soslayarlos por el escándalo que supondría explicar a la opinión pública que el negocio pornográfico de Geiger funcionaba en pleno centro de la ciudad gracias a la complicidad de varios mandos de ambas instituciones.[cita requerida]

## Reparto
- Humphrey Bogart - Philip Marlowe
- Lauren Bacall - Vivian Sternwood
- John Ridgely - Eddie Mars
- Martha Vickers - Carmen Sternwood
- Dorothy Malone - Dueña de una librería
- Peggy Knudsen - Mona Mars
- Regis Toomey - Inspector Bernie Ohls
- Charles Waldron - General Sternwood
- Charles D. Brown - Norris
- Elisha Cook, Jr. - Harry Jones
- Louis Jean Heydt - Joe Brody

## Producción y versiones

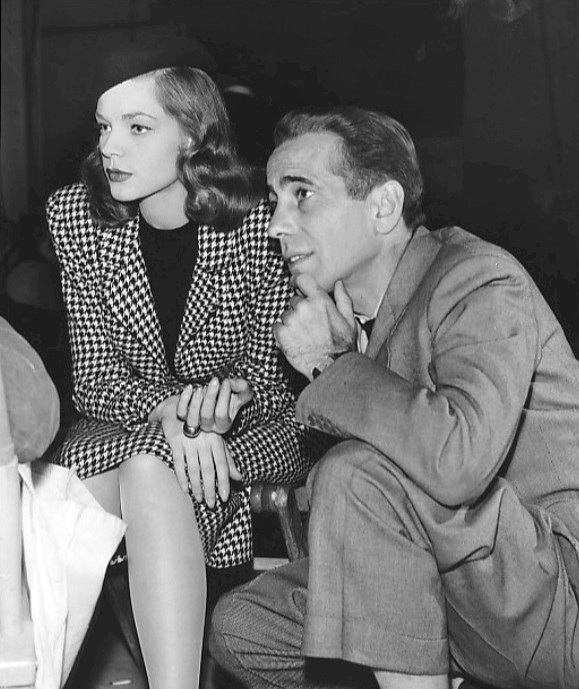
Lauren Bacall y Humphrey Bogart durante el rodaje de The Big Sleep

La película es recordada por su extremadamente enrevesado argumento. Una famosa historia cuenta que, durante el rodaje, el director y los guionistas no eran capaces de saber quién mató al chofer Owen Taylor. Enviaron un telegrama al autor, el cual respondió “¡Carajo, yo tampoco lo sé!".
Después de que la película fuera terminada se dejó de lado para que Warner Bros. lanzara una reserva de películas relacionadas con la guerra. Esta decisión fue porque se pensó que al estar la guerra llegando a su final, el interés del público por estas películas iría decreciendo rápidamente, algo que no iba a ocurrir con El sueño eterno. (Una mirada cuidadosa puede notar que la película se rodó durante la guerra por elementos tales como cupones de racionamiento, ciertos diálogos y cuadros del presidente Franklin D. Roosevelt).
Una vez que la guerra terminó, el fenómeno “Bogart y Bacall” causado por la película Tener y no tener, así como por su reciente matrimonio, estaba en su punto álgido. El agente de Bacall solicitó que se rehicieran partes de la película para capitalizar esta recién lograda celebridad. El jefe del estudio, Jack Warner, accedió y se rodó nuevo material como el sugestivo diálogo de la “carrera de caballos”. También se rehicieron algunas partes del final, con Peggy Knudsen en el papel de Mona Mars, ya que la actriz original, Pat Clark, no estaba disponible. Aunque hay solamente una diferencia de duración de dos minutos entre las dos versiones, hay 20 minutos de escenas diferentes entre una y otra. En su forma revisada, El sueño eterno se estrenó el 23 de agosto de 1946. La versión original fue exhibida a las tropas estadounidenses en el Pacífico Sur en agosto de 1945, y sería posteriormente redescubierta y restaurada por el UCLA Film and Television Archive en 1997.
La versión presentada en cines es normalmente considerada como la mejor, aunque algunos la consideran más confusa y difícil de seguir (carece, por ejemplo, de una larga y clarificadora conversación entre Marlowe y el abogado del distrito de los Ángeles en la cual se comentan los detalles del caso sucedidos hasta el momento), aunque la mayoría argumenta que merece la pena por ver a Marlowe y Vivian hacer fintas verbales, flirtear y enamorarse.[cita requerida]

## Reconocimientos
En 1997, la película fue considerada «cultural, histórica y estéticamente significativa» por la Biblioteca del Congreso de Estados Unidos y seleccionada para su preservación en el National Film Registry.
En 2003, el American Film Institute nombró al protagonista Philip Marlowe como el trigésimo segundo héroe más grande del cine.